# Список председателей Земского совета Эстляндии
Список председателей Земского совета Эстляндии.
Ниже приведен список председателей:
| Имя            | Начало          | Окончание       |
| -------------- | --------------- | --------------- |
| Артур Вальнер  | 14 июля 1917    | 25 октября 1917 |
| Отто Штрандман | 25 октября 1917 | 27 ноября 1918  |
| Адо Бирк       | 27 ноября 1918  | 3 февраля 1919  |
| Каарель Партс  | 3 февраля 1919  | 23 апреля 1919  |

Земский совет был сменён Эстонским Учредительным собранием.